# 扫描线渲染

扫描线渲染是一行一行、而不是根据多边形到多边形或者点到点方式渲染的一项技术和算法集。所有待渲染的多边形首先按照顶点 y 坐标出现的顺序排序，然后使用扫描线与列表中前面多边形的交点计算图像的每行或者每条扫描线，在活动扫描线逐步沿图像向下计算的时候更新列表丢弃不可见的多边形。
这种方法的一个优点就是没有必要将主内存中的所有顶点都转到工作内存，只有与当前扫描线相交边界的约束顶点才需要读到工作内存，并且每个定点数据只需读取一次。主内存的速度通常远远低于中央处理单元或者高速缓存，避免多次访问主内存中的顶点数据就可以大幅度地提升运算速度。
这类算法可以很容易地与 凤反射模型、Z缓冲 算法以及其它图形技术集成到一起。

## 历史
扫描线渲染技术的首次公开发表是 1967 年 Wylie、Romney、Evans 以及 Erdahl 完成的。
其它一些扫描线渲染的方法分别是由 Bouknight 于 1969 年  以及 Newell、Newell 与 Sancha 于 1972 年开发的。  许多这方面的早期研究工作都是由犹他大学的 Ivan Sutherland 图形研究组以及位于犹他州盐湖城的 Evans & Sutherland 公司完成的。